# Musique carnatique

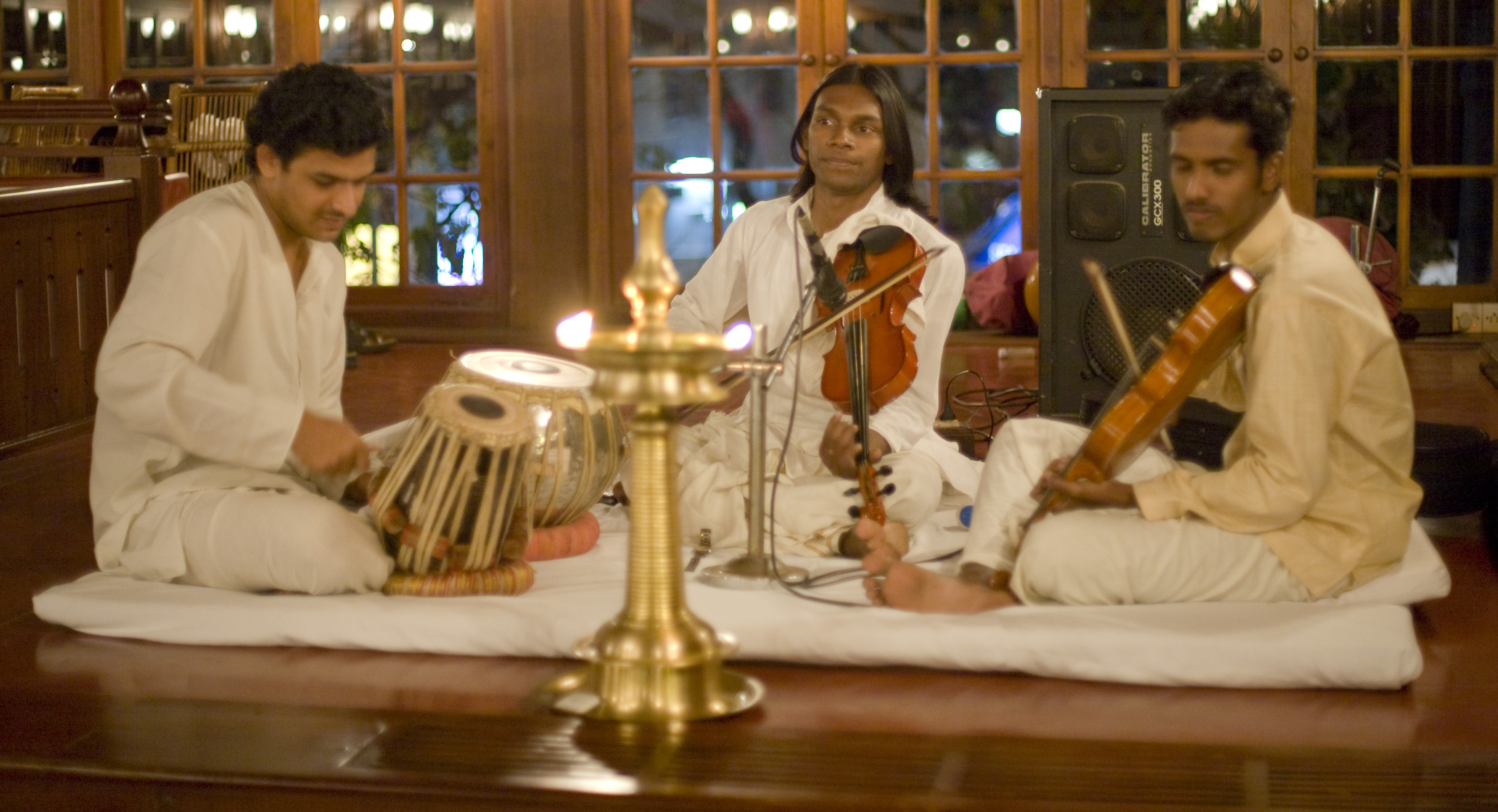
Ensemble de musique carnatique en performance à Bangalore.

La musique carnatique (du nom du Carnatic, une ancienne région du Deccan, plus large que l'actuel État du Karnataka) est la tradition de la musique classique indienne issue de l’Inde méridionale (complémentaire de la tradition issue de l’Inde septentrionale, la musique hindoustanie). Elle met l'accent sur la structure et l'improvisation, alors que l'hindoustanie développe l'expression et le sentiment. Comme toute la musique classique indienne, elle est construite sur le râga, l'ensemble des notes utilisées, et le tâla, la rythmique utilisée.
La tradition musicale de l’Inde du Sud est très ancienne, et découle de la religion et du théâtre. Si de nombreuses compositions sont en sanscrit, les langues dravidiennes (surtout le télougou) sont aussi largement utilisées.
La musique carnatique, dont les fondations furent écrites entre le IVe siècle av. J.-C. et le IIe siècle av. J.-C. est née tout comme la musique hindoustanie, de la tradition de Sama Véda. Elles se développent en commun jusqu'à la fin du XIIe siècle, quand les turco-afghans envahirent l'Inde du Nord et fondèrent le sultanat de Delhi. Depuis, il y a eu une divergence entre les styles, la musique du nord étant influencée par la musique persane.

## Le solfège
La sargam, c'est-à-dire, le solfège, de la musique carnatique est « sa-ri-ga-ma-pa-da-ni » (en comparaison avec l'hindoustanie : « sa-re-ga-ma-pa-dha-ni »). Ces notes représentent les noms ṣaḍjam, ṛṣabham, gāndhāram, madhyamam, pañcamam, dhaivatam, et niṣādam, l'ensemble étant appelé Sapta svaras. Chaque note, nommée "svara", peut avoir jusqu'à trois variétés. Les exceptions sont ṣaḍjam et pañcamam, qui sont des notes fixes, et madhyamam qui a deux variétés. Les notes fixes (sa-pa) sont appelées prakṛti svaras et celles présentant des variétés (ri-ga-ma-da-ni) sont appelées vikṛti svaras. Dans un mode, un rāga, il n'y a généralement qu'une seule variété de chaque svara. Certains râgas, comme Bihag, peuvent avoir une variété ascendante dans l'échelle musicale (dans l' ārohaṇam), et une autre descendante (dans l'avarohaṇam). Un rāga peut avoir cinq, six, ou sept svaras dans l’ārohaṇam et cinq, six, ou sept dans l’avarohaṇam. Quelquefois un artiste chantera une svara qui ne sera ni dans l’ārohaṇam ni dans l’avarohaṇam. De telles svaras sont appelées anya svaras.

## Rāga
La pratique musicale carnatique est basée sur le système des rāga, qui sont classés en fonction de leur échelle en 72 «rāgas fondamentaux» (Meḷakarta), et un certain nombre de rāgas dérivés (Janya rāgas) de ceux-ci. Parfois une "guirlande" de rāgas (rāgamalika) est jouée : il s'agit d'une pièce où différents rāgas sont enchainés, au contraire des morceaux les plus courants qui ne développent qu'un seul rāga.
Bien que l'improvisation joue un rôle primordial, la musique carnatique se distingue de celle du nord de l'Inde par l'importance des compositions, notamment les kṛtis développés à partir du XVIe siècle. 
Le développement improvisé du rāga est interprété selon le cyle rāgam - tānam - pallavi :
- le ragam ou alapana, qui introduit le rāga par une longue phase soliste de présentation des notes divisée en trois parties : akṣiptika, rāgavardhini et magarini.
- le tānam où une phase rythmique est élaborée (sans percussion).
- le pallavi dont le thème est présenté sous forme de compositions variées et complexes avec accompagnement percussif (tāla).

Souvent, les compositeurs de la musique carnatique étaient inspirés par la dévotion, et la plupart usaient du télougou, alors langue de culture dans l'Inde méridionale des XVIe au XVIIIe siècles, et/ou du sanscrit (bien qu'on utilisait aussi d'autres langues, comme le tamoul et le canarais) ; le compositeur inclut parfois une signature (mudra), dans la forme des mots unique. Par exemple, tous les chants écrits par Tyagaraja ont le mot Tyāgarāja, et tous les chants composés par Muttusvāmi Dīkṣitar ont les mots guruguhā.

## Kalpita sangîta
Ce sont les formes composées.

### Kīrtana
Ou kīrtanam, c'est une forme dévotionnelle utilisée dans la musique carnatique où une grande importance est accordée au texte. Le kṛti en est une variante élaborée pour les concerts sous forme de composition où l'accent est mis sur la musique et dont la structure la plus commune est :
- Pallavi (पल्लवि). C'est l'équivalent du refrain ou du thème, en deux lignes.
- Anupallavi (अनुपल्लवि). La strophe seconde, développant le thème, aussi sur deux lignes.
- Caraṇam (चरणं). La strophe finale (et la plus longue) qui finit la chanson sur un deuxième thème. Normalement, elle prend des idées de l’anupallavi, en trois lignes.

Ce n'est pas la seule structure possible. Quelques kīrtanas ont une strophe entre l’anupallavî et le caraṇam, qui s'appelle la cittasvaram. Cette strophe a seulement des notes, pas de mots. Quelques autres chansons auront un vers depuis le caraṇam, qui s'appelle la madhyamakālam. C'est une strophe avec des mots, mais on la chante deux fois plus vite.
L'ugabhoga est une ancienne pièce vocale improvisée sans mètre introduite au XVe siècle dans le kṛti avant d'être peu à peu remplacée par lālāpana.

### Varṇam
Un varṇam ou tānavarṇam est une chanson spéciale qui donne toute l’information sur un rāga : pas seulement le mode, mais aussi les notes auxquelles on doit faire une place d'importance, comment approcher une note, des phrases classiques, etc. L'ordre des strophes dans un varṇam est un peu différent de la structure vue : pallavi, anupallavi, muktāyisvaram, caraṇam, et les cittasvaras. Bien qu'étant plutôt destiné à l'apprentissage, ce type de composition très mélodique peut servir d'introduction lors d'un concert. Il est composé de deux parties :
- Purvāṅga, comprenant pallavi et anupallavi,
- Uttarāṅga, comprenant caraṇam et svaracaraṇam.

Le pādavarṇam ou pādajativarṇam est une composition pour la danse.

### Tillana
Une composition rapide concluant les concerts ou les danses sous forme de solmisation rythmée (jati). Elle est aussi en trois parties :
- Pallavi
- Anupallavi
- Charanam

### Padam
C'est un type de chant ancien classique de la région de Tanjore hérité de la danse.

### Jâvali
Le jâvali est proche du padam, mais il est semi-classique.

### Mangalam
C'est une pièce courte de bénédiction clôturant un concert.

### Gîtam
C'est un type de composition simple destinée à l'apprentissage des râgas.

### Jatisvara
Les jatisvara (ou svarapallavi) et svarajati sont des pièces solmisées héritées de la danse.

### Râgamalika
Le râgamalika, comme le tâlamalika, est une guirlande de râgas ou tâlas, un enchaînement de plusieurs modes ou rythmes normalement étrangers et invariables ; ils sont incompatibles, car tandis que l'un varie, l'autre doit rester fixe.

## Manodharma sangîta
Ce sont les formes improvisées.

### Âlâpana
C'est la longue introduction (appelée aussi ragam) non métrée d'un râga présentant les notes et le sentiment.

### Tânam
Suivant l'âlâpana, il introduit une pulsation sans entrer dans un cycle rythmique.

### Niraval
Le niraval intervient dans une composition en offrant l'occasion d'improviser sur une ligne.

### Kalpanâ svara
Suivant le niraval, ce sont des improvisations sur le même thème mais avec des syllabes solfiées.

### Tâni âvartanam
C'est la longue improvisation réservée aux percussionnistes à la fin d'un concert, où ils vont pouvoir montrer leur talent de soliste.

## Interprètes
- Aruna Sairam chanteuse; Site de l'artiste
- "Bombay" Jayashri Ramnath, Bombay Jayashri RTS, Site de l'artiste,
- Amritha Murali : (en) Site de l'artiste, Entretien.
- Nisha Rajagopalan (en) Nisha Rajagopal
- T. M. Krishna,
- Ramakrishnan Murthy (en) site de l'artiste; Ramakrishnan Murthy
- Site indien avec présentation d'interprètes de musique carnatique
- Echampati Gayathri musicienne Indienne

## Sources et liens
- Daniel Bertrand, La musique carnatique, Éd. du Makar, 2001.